# Velîka Divîțea, Prîlukî
Velîka Divîțea (în ucraineană Велика Дівиця) este o comună în raionul Prîlukî, regiunea Cernihiv, Ucraina, formată numai din satul de reședință.

## Demografie
Componența lingvistică a comunei Velîka Divîțea
     Ucraineană (98,3%)
     Rusă (1,7%)
Conform recensământului din 2001, majoritatea populației comunei Velîka Divîțea era vorbitoare de ucraineană (98,3%), existând în minoritate și vorbitori de rusă (1,7%).